# Tolasella maculosus
Tolasella maculosus är en insektsart som beskrevs av Evans 1937. Tolasella maculosus ingår i släktet Tolasella och familjen dvärgstritar. Inga underarter finns listade i Catalogue of Life.